# Monohedotrochus
Monohedotrochus is een geslacht van neteldieren uit de klasse van de Anthozoa (bloemdieren).

## Soorten
- Monohedotrochus capitolii Kitahara & Cairns, 2005
- Monohedotrochus circularis (Cairns, 1998)
- Monohedotrochus epithecatus (Cairns, 1999)